# Zagračani
Zagračani (mazedonisch Заграчани; albanisch definit Zagraçani, indefinit Zagraçan) ist ein Dorf im südlichen Teil der Gemeinde Struga in der Region Südwesten in Nordmazedonien.

## Geographie
Das Dorf ist etwa sechs Kilometer von der Gemeindehauptstadt Struga und rund zehn Kilometer vom Flughafen Ohrid entfernt. Es liegt etwas abseits von der Europastraße E852, die von Ohrid und Struga zur albanischen Grenze bei Qafë Thana führt. Nachbarorte sind im Norden Dolna Belica, im Südosten Struga, im Süden Šum und im Westen Višni. Das Siedlungsgebiet von Zagračani ist heute fast lückenlos mit demjenigen von Šum zusammengewachsen.
Zagračani liegt am östlichen Hang des Jablanica-Gebirges, die Nordmazedonien und Albanien trennt. Durch das Dorf fließt ein Bach, welcher im Osten in den Schwarzen Drin mündet. Der östliche Dorfteil in der Ebene heißt Dupčišta (albanisch Dupçishta) und ist der neuere Ortsteil, während der ältere im Westen am Hügelhang liegt.

## Bevölkerung

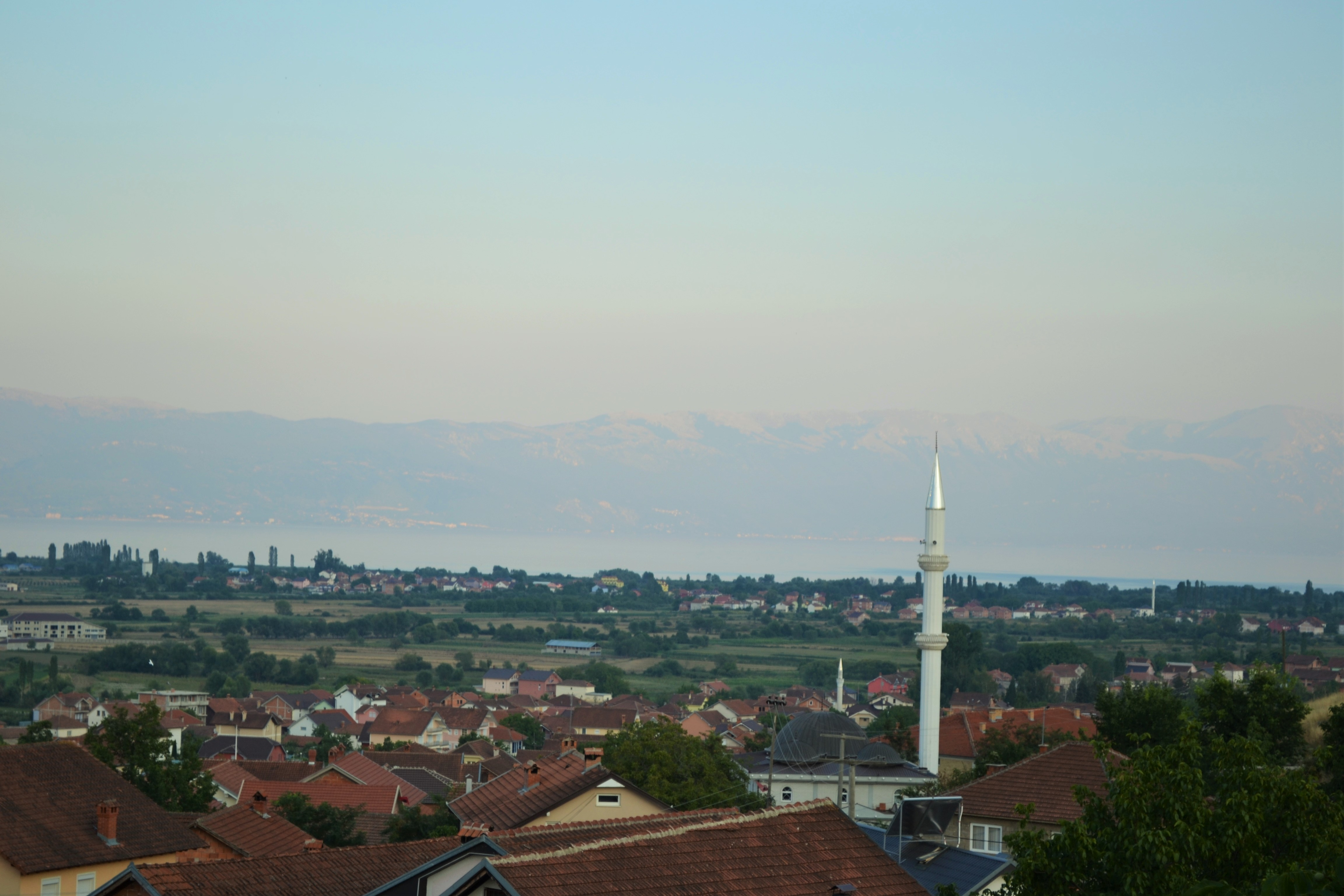
Blick auf die jüngere Friedhofsmoschee (2013)

Das Dorf hat 736 Einwohner (Stand 2021). Die Dorfbewohner sind ausnahmslos sunnitische Albaner, die den toskischen Dialekt des Albanischen sprechen.
Eine Moschee im älteren Dorfteil und eine andere beim Friedhof prägen das Dorfbild.

## Wirtschaft und Bildung
Wenige Dorfbewohner leben noch von der Landwirtschaft. Die Mehrheit arbeitet in selbsteröffneten Geschäften und Gewerbebetrieben in der Region. Das Dorf ist – heute weniger – auch von den Überweisungen der Auslandsalbaner abhängig, welche hier investieren.
Im Dorf steht die Grundschule „Baftjar Banushi“.